# Алпатов Володимир Володимирович
Володимир Володимирович Алпатов (рос. Владимир Владимирович Алпатов; Москва. 19 квітня 1898—13 березня 1979) — радянський апіолог, еколог, еволюціоніст. Доктор біологічних наук, професор МДУ.

## Біографія
Народився в родині ремісника. Брат мистецтвознавця Михайла Володимировича Алпатова.

### Діяльність та освіта
1916 року вступив на медичний факультет Московського Університету.
У 1918 році перейшов на природниче відділення фізико-математичного факультету МДУ. Під керівництвом Г. О. Кожевникова розпочав вивчення водних безхребетних, ще до навчання в університеті. У студентські роки Володимир Володимирович працював на Косинській біологічній станції Московського товариства дослідників природи (рос. МТИП) й деякий час завідував нею.
1920 року разом з іншими вченими брав участь у створенні першого радянського науково-дослідного інституту Плавморнін для вивчення Північного Льодовитого океану. Згодом, Володимир Алпатов — науковий співробітник Інституту.
Упродовж 1921—1922 рр. і у 1926 році брав участь в арктичних експедиціях організованих Плавморніном. У 1920—1926 роках — член Комісії з вивчення фауни Московської губернії, через деякий час був обраний її головою.
Володимир Алпатов закінчив МДУ 1922 року, але продовжив навчання для здобуття вченого звання професора й був включеним до штату Зоологічного музею. Від 1923 року працював на посаді вченого зберігача Зоологічного музею Московського університету. З 1926 року — приват-доцент, співробітник лабораторії безхребетних Інституту зоології МДУ.
У 1927—1929 роках, отримавши Рокфеллерську стипендію, разом із Ф. Г. Добржанським виїжджає до США в Корнелльський університет (Ітака) й Інститут біологічних досліджень при університеті Джонса Гопкінса (Балтимор) для вивчення дрозофілив.
Після повернення, Володимир Володимирович, наполегливо працював у сфері біометрії, написав чимало праць із мінливості, у тому числі серію статей до «Повідомлення з курсу варіаційної статистики Зоологічного музею Московського університету» (всього 30). Від 1924 року викладав курси «Біометрія», «Екологія», «Зоогеографія», «Загальна паразитологія», «Протозоологія» тощо.
У 1930 році йому було присвоєно звання доцента, від 1935 року — професора кафедри зоології безхребетних. 1930 року Володимир Алпанов заснував лабораторію біометрії, яка першою в Радянському Союзі була визнана кафедрою з екології (1931). Після чергової реорганізації кафедра була перейменована в «Лабораторія екології». За ініціативи Володимира Алпатова у цій лабораторії, школярем, розпочав свої новаторські дослідження з експериментальної екології юний Г. Ф. Гаузе. Він був вражений широким науковим кругозором Володимира Алпатова, особливо в галузі екології, генетики й еволюційного вчення. Однак, із невідомих причин, у виданні серії цих досліджень не було вказано співавторство Володимира Алпатова, а лише згадувався молодий дослідник Геогргій Гаузе. На початку 1940-х роках вони разом працювали над вивченням симетрії та ізомерії в природі. Вчені висунули рацемізаційну теорію старіння організму.
Лабораторію Володимира Алпатова, після сесії ВАСГНІЛ, зачинили 1948 року за рішенням декана біологічного факультету І. І. Презента, прихильника академіка Трохима Лисенка. Невдовзі, Володимир Володимирович був звільнений з МДУ.
Володимир Алпатов систематично знайомив радянських пасічників із досягненнями зарубіжного бджільництва, так як вільно володів кількома іноземними мовами. На початку 60-х років він активно співпрацював з Інститутом наукової інформації АН СРСР, де очолював редакцію реферативного журналу «Біологія». «Від 1964 року, після визнання генетики як науки, він викладав на біологічному факультеті МДУ курс лекцій під назвою „Введение в теорию информации“» .
1957 року Володимир Володимирович виступив одним з організаторів секції геронтології Московського товариства дослідників природи (рос. МОИП) МДУ.
Очолював секцію бджільництва Всеросійського товариства охорони природи.
Автор понад 370 наукових праць, з яких близько двохсот присвячені селекції бджіл.

#### Внесок у вивчення медоносної бджоли
Володимир Алпатов успадкував від свого вчителя, Григорія Кожевникова, захоплення медоносною бджолою, яке принесло йому світове визнання. Класичну методику біометричного вчення екстер'єрних особливостей порід бджіл, розроблену Володимиром Алпатовим, широко застосовували в СРСР і в багатьох зарубіжних країнах. Своє багаторічне вивчення відмінних ознак породи бджіл він узагальнив у книзі «Породи медоносної бджоли» (1948), що не втрачає свого значення до цієї пори. Крім того, він висвітлював ці дослідження у понад 53 друкованих творах. В. Алпатов першим передбачив необхідність районування порід бджіл у Радянському Союзі.
За заслуги у вивченні медоносних бджіл Міжнародна Федерація бджільницьких об'єднань «Апімондія» обрала Володимира Алпатова своїм почесним членом.

## Твори
- Алпатов В.В. Породы медоносной пчелы. М., 1948 [Архівовано 5 березня 2016 у Wayback Machine.]